# Енріке Мартінес Кодо
Енрі́ке Марті́нес Кодо́ (ісп. Enrique Martínez Codó; нар. 4 вересня 1926, м. Буенос-Айрес, Аргентина — пом. 5 січня 2013, там само) — аргентинський журналіст, розвідник, історик Української Повстанської Армії.

## Життєпис
Народився 4 вересня 1926 року в Буенос-Айресі. У столиці отримав освіту журналіста. Протягом 1954–1955 навчався у спеціальній розвідувальній школі.
Спочатку був журналістом «Diario El Pueblo» та «Semanario Esquiú», а у 1957 році став редактором «Manual de Informaciones» — видання розвідувального підрозділу генерального штабу аргентинської армії.
Українською тематикою Кодо зацікавився у квітні 1959 року, після того як прочитав у аргентинській газеті статтю про засудження в СРСР п'яти українських повстанців. Завдяки представникам української діаспори він почав збирати матеріали про український визвольний рух. Український військовий історик Юрій Тис-Крохмалюк був його основним консультантом. Був співатором незалежного іспаномовного видання української діаспори Ukrania Libre.
З 1972 до 1975 року він був редактором спеціального іспаномовного журналу Антибільшовицького блоку народів (міжнародного об'єднання, створеного ОУН) «Resistencia y Liberación».
Готував до друку іспанський переклад «Історії України» Дмитра Дорошенка, книги «Українська проблема та Симон Петлюра» Алена Дероша.
Помер 5 січня 2013 у Буенос-Айресі.

## Нагороди
Отримав різні нагороди від аргентинської влади, а також медаль Святого Володимира — найвища нагорода Світового конгресу вільних українців, яка йому була вручена у 1989 році.

## Праці
- «La Resistencia en Ucrania» («Рух опору в Україні») (1964) — книга про УПА;
- «Повстанці за залізною завісою» (1967) — монографія;
- «Los Crímenes de Munich. 1957–1959» («Злочини в Мюнхені. 1957–1959») — присвячено вбивствам Лева Ребета та Степана Бандери.

Енріке Кодо також автор десятка статей про український визвольний рух, які були надруковані у різних країнах Латинської Америки, в тому числі стаття «Партизанська війна в Україні» (1960), стаття присвячена УПА та опублікована в журналі «Military Review» — офіційному виданні коледжу командування та Генерального штабу армії США.

## Статті
- La Ultima Herramienta de la CIA: El Open Source Center [Архівовано 7 жовтня 2013 у Wayback Machine.] (ісп.)
- Foco Sobre la Inteligencia Israeli [Архівовано 7 жовтня 2013 у Wayback Machine.] (ісп.)
- El Caso Litvinenko [Архівовано 7 жовтня 2013 у Wayback Machine.] (ісп.)
- Las Lecciones Aprendidas y las Pendientes en la Guerra del Golfo [Архівовано 6 жовтня 2013 у Wayback Machine.] (ісп.)